# Jardín botánico de Edgewood
Edgewood Botanic Garden ( en español: Jardín botánico de Edgewood) es un jardín botánico de 1 acres (0.4 hectáreas) de extensión, localizado en Mill Valley, California. 

## Localización
Se ubica en la vertiente sureste del Monte Tamalpais cerca de la intersección de Edgewood con Cypress Avenue. 
Edgewood Botanic Garden 436 Edgewood Avenue Mill Valley, Marin county 94941 California United States of America-Estados Unidos de América.
Planos y vistas satelitales.37°54′10.08″N 122°33′35.57″O / 37.9028000, -122.5598806
La entrada es gratuita.

## Colecciones
Sus colecciones de plantas están dedicadas a las especies nativas de la región pero el mantenimiento está descuidado. 
Además hay sequoias que dominan el paisaje local, junto con unas 10 especies de árboles, no todos los cuales son nativos de la zona.